# توماس فرناندس
توماس فرناندس (اسپانیایی: Tomás Fernández‎؛ زادهٔ ۱۹۱۵ - درگذشته نامشخص) بازیکن فوتبال اهل کوبا بود.
وی همچنین در تیم ملی فوتبال کوبا بازی کرده‌است.